# Alexandra Costa Gomes
Alexandra Costa Gomes (Lagares da Beira, 1931) engenheira e artista portuguesa que foi a primeira presidente do Centro Científico e Cultural de Macau.

## Biografia
Alexandra Costa Gomes nasceu no distrito de Coimbra, em Lagares da Beira, no dia 8 de Setembro de 1931.
Estudou no Instituto Superior Técnico, onde se formou em engenharia, em 1955; mais tarde, estudou na Sociedade Nacional de Belas Artes.
Após a revolução do 25 de Abril, criou o Gabinete para a Cooperação Económica Externa, em 1977, do qual assumiu a direcção até 1986. Durante este período, integrou a equipa que negociou a entrada de Portugal na Comunidade Económica Europeia, e esteve à frente das  negociações  que conduziram à adesão de Portugal ao Banco Europeu de Investimento, do qual foi administradora.
Entre 1988 a 1999, esteve à frente da Missão de Macau, tendo representado o Presidente da República portuguesa nas negociações que resultaram na entrega de Macau, à República Popular da China. Em 1999, assumiu a presidência do Centro Científico e Cultural de Macau, cuja criação coordenou por nomeação do estado português, e da qual foi a primeira pessoa a assumir a presidência.

## Reconhecimento
Alexandra Costa Gomes recebeu condecorações de vários países, entre elas: 
- 1978 – Condecorada pelo Rei da Noruega com a Ordem de Santo Olavo

- 1984 – Condecorada pelo Presidente da República Federal da Alemanha com a Ordem de Mérito de 2º Grau

- 1985 – Condecorada pelo Presidente da França com a Ordem de Mérito

- 19867– Condecorada pelo Presidente da República de Portugal com a Ordem de Mérito[6]

- 1988 – Condecorada pelo Presidente da República Federal, da Alemanha com a Ordem de Mérito de 1º Grau
- 1999 – Condecorada pelo Presidente da República Portuguesa com a Ordem do Infante D. Henrique – Grande Oficial[6]

Recebeu também várias medalhas: 
- 1990 – Agraciada com a Medalha de Mérito da Câmara Municipal de Oliveira do Hospital

- 1995 – Agraciada pelo pelo Governador de Macau, com a Medalha de Valor

- 2019 – Agraciada com a Medalha de Mérito Científico do Ministério da Ciência, Tecnologia e Ensino Superior, do governo português.[4]Referências

1. 1 2  «Casino Estoril inaugura na Galeria de Arte exposicoes de Alexandra Costa Gomes e Duarte de Jesus». Rostos on-line. Consultado em 11 de julho de 2025
2. 1 2 3 4 5 6  «Maria Alexandra da Costa Gomes». CCCM, I.P. Consultado em 11 de julho de 2025
3. ↑  «Louvor n.º 354/2008, de 2 de Maio - Louvor concedido à administradora do Banco Europeu de Investimento (BEI) engenheira Alexandra Costa Gomes». Diário da República
4. 1 2  «Despacho n.º 8391/2019, de 20 de Setembro - Individualidades distinguidas com a medalha de mérito científico do Ministério da Ciência, Tecnologia e Ensino Superior entre 2016 e 2019». Diário da República
5. ↑  «Análise Jurídica - (Sem diploma), de 8 de agosto». Diário da República
6. 1 2  «ENTIDADES NACIONAIS AGRACIADAS COM ORDENS PORTUGUESAS - Página Oficial das Ordens Honoríficas Portuguesas». www.ordens.presidencia.pt. Consultado em 11 de julho de 2025